# New England Patriots 2008
La stagione 2008 dei New England Patriots è stata la 39ª della franchigia nella National Football League, la 49ª complessiva e la 9ª con Bill Belichick come capo-allenatore. Nella prima partita il quarterback Tom Brady, MVP della stagione precedente, si infortunò al ginocchio per tutto il resto della stagione. A sostituirlo fu Matt Cassel, che non giocava come titolare dai tempi delle scuole superiori. Malgrado le sue prestazioni positive e un record di 11-5, la squadra non riuscì a qualificarsi per i playoff. Dalla fusione AFL-NFL del 1970 solo i Patriots del 2008 e i Denver Broncos del 1985 hanno vinto 11 gare e non hanno raggiunto la post-season.

## Calendario

### Stagione regolare
| Turno | Ora                | Data               | Avversario          | Risultato          | Record             | Stadio                          | TV                 | Recap              |
| ----- | ------------------ | ------------------ | ------------------- | ------------------ | ------------------ | ------------------------------- | ------------------ | ------------------ |
| 1     | 1:00 PM EDT        | 7/9/2008           | Kansas City Chiefs  | V 17–10            | 1–0                | Gillette Stadium                | CBS                | Recap              |
| 2     | 4:15 PM EDT        | 14/9/2008          | New York Jets       | V 19–10            | 2–0                | Giants Stadium                  | CBS                | Recap              |
| 3     | 1:00 PM EDT        | 21/9/2008          | Miami Dolphins      | S 13–38            | 2–1                | Gillette Stadium                | CBS                | Recap              |
| 4     | Settimana di pausa | Settimana di pausa | Settimana di pausa  | Settimana di pausa | Settimana di pausa | Settimana di pausa              | Settimana di pausa | Settimana di pausa |
| 5     | 4:15 PM EDT        | 5/10/2008          | San Francisco 49ers | V 30–21            | 3–1                | Candlestick Park                | CBS                | Recap              |
| 6     | 8:15 PM EDT        | 12/10/2008         | San Diego Chargers  | S 10–30            | 3–2                | Qualcomm Stadium                | NBC                | Recap              |
| 7     | 8:30 PM EDT        | 20/10/2008         | Denver Broncos      | V 41–7             | 4–2                | Gillette Stadium                | ESPN               | Recap              |
| 8     | 1:00 PM EDT        | 26/10/2008         | St. Louis Rams      | V 23–16            | 5–2                | Gillette Stadium                | Fox                | Recap              |
| 9     | 8:15 PM EST        | 2/11/2008          | Indianapolis Colts  | S 15–18            | 5–3                | Lucas Oil Stadium               | NBC                | Recap              |
| 10    | 1:00 PM EST        | 9/11/2008          | Buffalo Bills       | V 20–10            | 6–3                | Gillette Stadium                | CBS                | Recap              |
| 11    | 8:15 PM EST        | 13/11/2008         | New York Jets       | S 31–34 (DTS)      | 6–4                | Gillette Stadium                | NFLN               | Recap              |
| 12    | 1:00 PM EST        | 23/11/2008         | Miami Dolphins      | V 48–28            | 7–4                | Dolphin Stadium                 | CBS                | Recap              |
| 13    | 4:15 PM EST        | 30/11/2008         | Pittsburgh Steelers | S 10–33            | 7–5                | Gillette Stadium                | CBS                | Recap              |
| 14    | 4:05 PM EST        | 7/12/2008          | Seattle Seahawks    | V 24–21            | 8–5                | Qwest Field                     | CBS                | Recap              |
| 15    | 4:15 PM EST        | 14/12/2008         | Oakland Raiders     | V 49–26            | 9–5                | Oakland-Alameda County Coliseum | CBS                | Recap              |
| 16    | 1:00 PM EST        | 21/12/2008         | Arizona Cardinals   | V 47–7             | 10–5               | Gillette Stadium                | Fox                | Recap              |
| 17    | 1:00 PM EST        | 28/12/2008         | Buffalo Bills       | V 13–0             | 11–5               | Ralph Wilson Stadium            | CBS                | Recap              |

## Premi
- Jerod Mayo:

rookie difensivo dell'anno